# 江西省妇女联合会
江西省妇女联合会（简称江西省妇联），成立于1950年7月，是中华人民共和国江西省妇女儿童工作者组成的人民团体，接受中共江西省委和全国妇联的双重领导。其最高权力机构是江西省妇女代表大会，每五年举行一次，选举产生由主席、副主席、常委、执委组成的执行委员会。

## 历史沿革
1949年9月5日，成立中共江西省妇女工作委员会（简称江西省妇委）。危秀英任书记，胡德兰任副书记。负责筹建妇联组织。
1950年1月6日至11日，江西省第一次妇女工作会议在南昌召开。会议确定了妇女工作的方针任务，宣布成立江西省民主妇女联合会筹备委员会。办公地点在南昌市中山路213号。
1950年7月17日至21日，江西省第一届妇女代表会议在南昌召开。大会通过《江西省民主妇女联合会章程》，正式成立江西省民主妇女联合会，选举产生第一届执行委员会，包括执委45名，候补执委6名，常委13名。危秀英当选主任，胡德兰当选副主任。1953年11月，中共江西省委批准成立中共江西省民主妇女联合会党组，赵辉任党组书记。1955年，办公地点从中山路迁往广场北路20号。
1957年10月，根据新通过的《中华人民共和国妇女联合会章程》，江西省民主妇女联合会改称江西省妇女联合会。1958年，办公地点迁至一经路省委大院内。
1966年文化大革命开始后，江西省妇女联合会遭受冲击。1968年，机关干部有的停职，有的下放农村，整个组织最终解散。
1973年8月，根据中共江西省委的决定，召开全省第五次妇女代表大会，正式恢复江西省妇女联合会。
1974年1月19日，《妇运通讯》创刊。
1986年1月1日，《妇女之声报》正式创刊。2007年3月，更名《东方女报》。

## 组织机构
内设机构
- 办公室
- 基层组织建设和社会联络部
- 宣传部（网络新媒体部）
- 妇女发展部
- 权益部
- 家庭和儿童工作部
- 机关党委（人事部）

直属事业单位
- 江西省妇联干部学校（江西省女子中等专业学校）
- 江西省妇女儿童少年活动中心
- 东方女报社
- 江西省妇女研究所

挂靠组织
- 江西省女法律工作者联谊会
- 江西省女企业家协会
- 江西省妇女研究会
- 江西省家庭教育研究会
- 江西省女科技工作者联谊会

## 历届执委会
第一届
- 任期：1950年7月－1953年4月
- 主任：危秀英
- 副主任：胡德兰
- 秘书长：王惠明

第二届
- 任期：1953年4月－1957年4月
- 主任：赵辉（1953年4月－1954年1月） → 朱旦华（1954年5月－1957年4月）
- 副主任：朱旦华
- 秘书长：姚勇

第三届
- 任期：1957年4月－1964年5月
- 主任：朱旦华
- 第一副主任：胡瑞英
- 第二副主任：朱益明
- 秘书长：杨淑梅

第四届
- 任期：1964年5月－1968年10月
- 主任：朱旦华
- 副主任：邵鸣、李一夫、冬国英

第五届
- 任期：1973年8月－1983年11月
- 主任：樊孝菊（1973年8月－1978年6月） → 朱旦华（1978年6月－1983年4月） → 萬紹芬（1983年4月－1983年11月）
- 副主任：何恒、邵鸣、经自麟、丁长华、熊翠凤、尹筑青、孙晶

第六届
- 任期：1983年11月－1988年12月
- 主任：萬紹芬（1983年11月－1985年5月） → 段火梅（1985年5月－1988年12月）
- 副主任：高冬梅、于玉梅、段火梅

第七届
- 任期：1988年12月－1994年12月
- 主任：段火梅（1988年12月－1994年7月） → 金祖光（1994年7月－1994年12月）
- 副主任：玉梅、陈光华

第八届
- 任期：1994年12月－2000年7月
- 主席：金祖光
- 副主席：于玉梅、罗筱玉、许苏卉

第九届
- 任期：2000年7月－2008年6月
- 主席：魏小琴（2000年7月－2003年4月） → 李亚平（2003年4月－2008年6月）
- 副主席：孙雅光、潘玉兰、王萍

第十届
- 任期：2008年6月－2013年7月
- 主席：李亚平（2008年6月[8]－2011年10月） → 潘玉兰（2011年10月[9]－2013年7月）
- 副主席：刘屹烈、林玉华、黄海燕

第十一届
- 任期：2013年7月－2018年7月
- 主席：潘玉兰（2013年7月[10]－2016年11月） → 王庆（2016年11月[11]－2018年7月）
- 副主席：黄海燕、肖晓兰、胡雪梅、饶冬梅

第十二届
- 任期：2018年7月－
- 主席：王庆[12]
- 副主席：肖晓兰、刘丽、吴艳玲